# Philodromus partitus
Philodromus partitus är en spindelart som beskrevs av Roger de Lessert 1919. Philodromus partitus ingår i släktet Philodromus och familjen snabblöparspindlar. Inga underarter finns listade i Catalogue of Life.